# 自身抗体
自身抗体（英語：autoantibody）是一种抗体类型，它是指由免疫系统产生的针对个体自身的蛋白质、核酸等的抗体。许多自體免疫疾病，例如著名的紅斑性狼瘡，都是由自身抗体所引起的。

## 产生原因
抗体一般是由于外来蛋白质或其他物质（尤其是致病菌）进入机体后由免疫系统产生，用于免疫反应以消灭外来的有害物质。通常情况下，免疫系统能够识别并忽视机体自身的细胞，并不对其产生抗体；同时，免疫系统也不会对环境中没有威胁的物质（如食物），产生过度反应。但是，在特定情况下，免疫系统对于机体自身的物质的识别失效，把它们认为是外来的入侵物，从而产生针对这些物质的抗体（即自身抗体），引发自體免疫。这些自身抗体会攻击机体自身的细胞、组织、器官，引起炎症反应，对机体造成损害。

## 一些自身抗体及其相关的疾病列表
| 抗体                            | 相关疾病                                                                                       |
| 抗双螺旋DNA                     | 系統性紅斑狼瘡                                                                                 |
| 抗外切体复合物                  | 硬化性肌炎                                                                                     |
| 抗Ro或La蛋白                    | 系統性紅斑狼瘡、婴儿房室阻滞、原发性干燥综合征                                                 |
| 抗Smith抗原                     | 系統性紅斑狼瘡                                                                                 |
| 抗磷脂                          | 抗磷脂综合征                                                                                   |
| 抗单链退火蛋白或单链结合蛋白    | 干燥综合征                                                                                     |
| 抗中性粒细胞细胞质 (c-ANCA)     | 韦格纳肉芽肿                                                                                   |
| 抗中性粒细胞核周 (p-ANCA)       | 显微镜下型多血管炎、Churg-Strauss综合征、系统性血管炎 (非特异)、結節性多動脈炎（并未得到证实） |
| 抗IgG（类风湿因子）             | 類風濕性關節炎                                                                                 |
| 抗着丝粒                        | 硬皮病                                                                                         |
| 抗拓扑异构酶                    | 硬皮病                                                                                         |
| 抗平滑肌                        | 慢性自免疫肝炎                                                                                 |
| 抗线粒体                        | 原发性胆汁性肝硬化                                                                             |
| 抗烟碱型乙酰胆碱受体            | 重症肌无力                                                                                     |
| 抗电压控门钙离子通道            | Lambert-Eaton综合征                                                                            |
| 抗甲状腺过氧化物酶 (microsomal) | 桥本甲状腺炎                                                                                   |
| 抗TSH受体                       | 格雷夫斯病                                                                                     |
| 抗Hu蛋白                        | 副肿瘤性小脑综合征                                                                             |
| 抗电压控门钾离子通道 (VGKC)     | 边缘叶脑炎                                                                                     |
| 抗N-甲基-D-天冬氨酸受体 (NMDA)  | 脑炎                                                                                           |